# Them (Album)
Them (Schreibweise auf dem Album selbst: ”Them”) ist das dritte Studioalbum des Heavy-Metal-Sängers King Diamond mit seinem gleichnamigen Soloprojekt. Es handelt sich um ein Konzeptalbum.

## Entstehung
Nach der Tournee zum vorigen Album Abigail hatte die Band sich von Michael Moon getrennt, der laut Schlagzeuger Mikkey Dee „einfach noch zu jung und unerfahren [war], um eine monatelange Tour durchstehen zu können. Außerdem entsprach unsere Musik nicht ganz seinen Vorstellungen.“ Timi Hansen hingegen musste die Band verlassen, weil „[s]eine Frau […] ihn von einem Tag auf den anderen mit einem zweijährigen Kind sitzenlassen“ hatte und er das Kind „natürlich nicht zur Adoption freigeben“ wollte. Ursprünglich sollte er den Bass noch selbst einspielen, sein Ersatz Hal Patino von Geisha „hat sich dann aber so schnell mit dem Material vertraut gemacht, daß wir uns letztlich für ihn entschieden haben. Das ist einfach fairer Hal gegenüber, denn die Fans erkennen so von Anfang an, daß er ein vollwertiger Ersatz ist.“ Das Album wurde ab Anfang März 1988 im Midi Music Center in Kopenhagen aufgenommen; die Schlagzeugspuren wurden in den ersten drei Tagen eingespielt, eine Woche später waren die Aufnahmen der Bassspuren abgeschlossen. Produziert und abgemischt wurde Them von King Diamond und Roberto Falcao, der auch für die Keyboard-Effekte zuständig war; assistiert wurden sie dabei von Andy LaRocque und Mikkey Dee. Die weltweite Veröffentlichung wurde für den 15. Juni 1988 angekündigt. Für Live-Auftritte plante die Band, das Haus, in dem die Geschichte spielt, nachzubauen und Szenen daraus in die Bühnenschau zu integrieren.

## Titelliste
1. Out from the Asylum – 1:44 (King Diamond)
2. Welcome Home – 4:36 (King Diamond)
3. The Invisible Guests – 5:04 (King Diamond)
4. Tea – 5:15 (King Diamond)
5. Mother’s Getting Weaker – 4:02 (King Diamond, Andy LaRocque)
6. Bye, Bye Missy – 5:08 (King Diamond)
7. A Broken Spell – 4:08 (King Diamond, Andy LaRocque)
8. The Accusation Chair – 4:21 (King Diamond)
9. Them – 1:56 (King Diamond, Andy LaRocque)
10. Twilight Symphony – 4:10 (King Diamond)
11. Coming Home – 1:11 (King Diamond)

## Musikstil und Texte
King Diamond „setzt seine Stimme in verschiedenen Tonlagen jetzt variabler ein“ als auf Abigail; statt der maximal acht Gesangsspuren auf dem vorigen Album setzte er hier zwölf bis achtzehn Spuren ein. Mit seinem Gesang stellt er die verschiedenen Figuren der Geschichte des Albums dar, wobei sich „[d]as Verhältnis zwischen hohen und tiefen Stimmlagen […] natürlich von Titel zu Titel [ändert], im Ganzen habe ich die tieferen Stimmen aber etwas öfter eingesetzt“. Die Veränderungen gegenüber dem Vorgänger sind laut Holger Stratmann vom Rock Hard „minimal. So ist der Sound vielleicht ETWAS weniger druckvoll und transparent […].“ Die neuen Stücke sind „spieltechnisch hochwertig, eine Kante härter, vier bis fünf Minuten lang (und daher kompakter), aber nicht unbedingt eingängiger“ und „enthalten unzählige komplizierte Breaks, die stark an die alten Mercyful Fate erinnern und die technischen Fähigkeiten der King Diamond-Musiker mehr denn je in den Vordergrund stellen“, wie  Götz Kühnemund nach dem Hören der Vier-Spur-Demos schrieb. Auch King Diamond selbst bestätigte die Rückkehr zum Stil seiner vorigen Band Mercyful Fate. Die Musik sei „härter, komplexer und anspruchsvoller geworden, gleichzeitig aber auch melodiöser und eingängiger - eine Mischung, die uns in der Vergangenheit sicher nicht immer gelungen ist. Wir sind auch im Nachhinein stolz auf ABIGAIL, und es klingt vielleicht unglaubwürdig, wenn ich Dir erzähle, daß das neue Album noch eine Steigerung bringen wird - aber davon bin ich wirklich überzeugt! Die Jungs haben sich auf ihren Instrumenten erheblich weiterentwickelt, so daß wir in jeder Beziehung einen Schritt weitergehen können.“ Laut Diamond ist das Titelstück mit „gigantische[n] Chöre[n], Effekte[n] aller Art […] und sogar rückwärts aufgenomme[n] Gitarrenläufe[n]“ der Höhepunkt des Albums; der Grund für diese ungewöhnlichen Passagen sei beim Hören verständlich.
Die auf Them erzählte Geschichte beginnt mit einem Prolog, bei dem der Protagonist nach einem „schrecklichen Anruf“ einen Brief schreibt, demzufolge seine Großmutter ihn zu einem alten Haus eingeladen habe. Er wolle nicht zurückkehren, müsse dies jedoch tun. Der Brief deutet Geschehnisse aus der Zeit, als der Protagonist 18 Jahre zuvor mit seiner Mutter und seiner Schwester Missy im alten Haus seiner Großmutter wohnte, an. Die Großmutter sei in einer psychiatrischen Anstalt gewesen und für verrückt erklärt worden, als sie über „sie“ (englisch them) gesprochen habe; dem Protagonisten sei erzählt worden, sie habe Urlaub genommen. Der mit den Initialen K. D. unterschriebene und auf den 3. Dezember 1987 datierte Brief „gibt Hinweise, verrät die Story aber noch nicht“. Im Einklang Out from the Asylum sind „‚ihre‘ Stimmen in der Dachkammer des alten Hauses“ zu hören. In einer Retrospektive sprechen „sie“ über die bevorstehende Rückkehr der Großmutter. Im ersten eigentlichen Lied, Welcome Home, kehrt die Großmutter aus dem angeblichen Urlaub zurück; das Stück ist in mittlerem Tempo mit „abwechslungsreiche[r], melodiöse[r] Gitarrenarbeit […] und […] treibende[r] Rhythmsection“ gehalten. In der folgenden Nacht, die im schnelleren, an Mercyful Fate erinnernden The Invisible Guests besungen wird, hört der Protagonist seltsame Stimmen aus der Dachkammer, neben der sich sein Zimmer befindet. Bei einem Blick durch das Schlüsselloch sieht er, wie seine in einem Schaukelstuhl sitzende Großmutter mit unsichtbaren Personen spricht und mehrere Teetassen sich wie von selbst bewegen. Plötzlich öffnet sich die Tür, und die Großmutter steht vor dem Protagonisten und bittet ihn, hereinzukommen; er werde „bald das Geheimnis von Amon kennenlernen“. Einige Minuten später wird er in sein Zimmer zurückgeschickt und schläft ein. Am folgenden Freitag, der in Tea behandelt wird, klopft die Großmutter nachts an seine Tür und führt ihn in ihre Kammer, um ihn nun in das Geheimnis einzuweihen. Die Mutter sitzt schlafend im Schaukelstuhl. Der Protagonist sieht, wie ein Messer auf sie zuschwebt und ihr das Handgelenk aufschlitzt. Ihr Blut tropft in eine alte Teekanne. Wie in Trance trinken sie „das blutige Gemisch zusammen mit den unsichtbaren Gästen und empfinden plötzlich paradiesische Gefühle. Alles um uns herum wird unwichtig, wir sind einfach glücklich.“ Das Stück „beginnt zunächst schleppend, enthält jedoch auch schnellere Parts, akustische Gitarren, Metallica-artige Stakkato-Riffs und herausragende Harmoniesoli“. Nachdem sie sich „[d]rei Nächte lang […] in Großmutters Kammer mit dem blutigen Tee verzaubert“ haben, hat die Mutter, die „unter einem Bann steht, […] anderthalb Liter Blut verloren und fühlt sich immer schwächer. An diesem Abend kommt Missy in mein Zimmer, nimmt mich an die Hand und führt mich die Treppe hinunter zu Mutters Bett. Weinend drängt sie mich, einen Arzt zu rufen, weil Mutter kaum noch lebt. Ich aber schneide das Telefonkabel durch und verlasse gleichgültig den Raum.“ Diese Geschehnisse werde in der „gitarrenbetonte[n] Uptempo-Nummer“ Mother’s Getting Weaker behandelt, das die A-Seite abschließt.
Die B-Seite beginnt mit Bye, Bye Missy, „ein für K.D.-Verhältnisse sehr straighter Song, der besonders durch ein ungewöhnliches Leadbreak im Mittelteil heraussticht“. Der Protagonist und seine Großmutter sitzen wieder nachts in ihrer Dachkammer und trinken zusammen mit „ihnen“ die Mischung aus Blut und Tee, als Missy plötzlich hereinstürzt und sie panisch anschreit. Die Großmutter „sagt nur ‚we better get rid of her she’s too young anyway‘ und lacht. Daraufhin zerbricht Missy die alte Teekanne. Plötzlich hört man ‚sie‘ mit Dämonenstimmen ausrufen: ‚She broke Amon - she must die!‘.“ Als Missy von unsichtbaren Händen die Treppe hinuntergeschleppt wird, begreift ihr Bruder, was geschieht, und läuft ihr nach. Im nächsten Stück, A Broken Spell, stolpert er aus dem Haus, da „sie“ draußen keine Macht mehr über ihn haben. Sein Geist kämpft mit seinem Körper, bis er auf die Knie fällt. Durch das Kellerfenster sieht er, wie die Axt, die neben der Leiche seines Großvaters gefunden wurde, sich die Kellertreppe hinauf bis zum Herd in der Küche bewegt. In diesem Moment wird der Protagonist ohnmächtig – was Diamond „davon befreit, im Text zu beschreiben, wie Missy zerstückelt und verbrannt wird“; musikalisch setzen dies ein „hektischer Eingang, geniale Breaks, ein Akustikpart, vornehmlich tiefere Stimmlagen“ um. Im folgenden Stück The Accusation Chair kehrt der Protagonist in die Dachkammer der Großmutter zurück, versucht, sie zu täuschen, lockt sie aus dem Haus und tötet sie draußen. „Sie“ versuchen, ihr zu helfen, aber „ihre Kraft ist außerhalb des Hauses nicht stark genug. In meiner Angst rufe ich die Polizei, und plötzlich finde ich mich in derselben Situation wieder wie meine Großmutter beim Tod ihres Mannes. Natürlich glaubt man mir kein Wort, und ich werde in eine Anstalt eingeliefert. Es folgt ein Instrumental mit dem Titel ‚Them‘, das auch die rückwärts eingespielten Gitarren enthält. ‚Sie‘ versuchen mich zurückzuholen.“ The Accusation Chair ist „ein recht schneller, treibender Song mit dramatischem Keyboardpart im Mittelteil“. Im letzten richtigen Lied, Twilight Symphony, erklärt der Protagonist seine Situation 18 Jahre nach diesen Begebenheiten und schreibt den Brief, nachdem der den Anruf von seiner toten Großmutter erhalten hat. Der Ausklang Coming Home beschreibt seine Rückkehr zum alten Haus. Es enthält Geräusche der alten Spieluhr, als er an die Tür klopft. Seine Großmutter öffnet ihm, Sie begrüßen sich und betreten das Haus. Ihre Stimmen werden leiser, bis die Großmutter schließlich sagt: „I bet you’d dying for a good of tea.“ Daraufhin schlägt die Haustür zu, womit das Album endet.

## Kritiken
Kühnemund schrieb nach dem Hören der Vier-Spur-Demos, diese klängen „mehr als vielversprechend - sowohl in instrumentaler, als auch in gesanglicher Hinsicht“. Im Metal Hammer/Crash wurde das Album LP-Tip des Monats; King Diamond habe „nicht zuviel versprochen - THEM, das neue Konzeptalbum […], stellt alle bisherigen Veröffentlichungen des Horrormeisters klar in den Schatten und hat sich den Titel ‚LP des Monats‘ redlich verdient“. Stratmann schrieb in seiner Kritik zu Them, die „Genialität mancher Platten“ erkenne „man eben erst später. ‚Abigail‘ bekam von mir damals nur eine 8,5, glatt einen Punkt zu wenig. Um nicht noch einmal den gleichen Fehler zubegehen, habe ich mir ‚Them‘ gleich sieben- oder achtmal angehört.“ Das Album sei „gewohnt stark, die Besetzungswechsel machen sich so gut wie nicht bemerkbar. Präzise Riffs, starke Leads und eine gewohnt gute Leistung von Drummer Mikkey Dee. Der König selbst hat wohl endgültig seinen eigenen Stil zur Perfektion gebracht und setzt seine Stimme in verschiedenen Tonlagen jetzt variabler ein (was nicht darüber hinwegtäuschen kann, daß sie mir doch ab und zu, trotz aller Gewöhnung, noch auf den Geist geht...). […] Was so ein bißchen fehlt, ist die Genialitat und Abwechslung, die ‚Abigail‘ auszeichnete. Ansonsten ist ‚Them‘ ein erstklassiges und ausgereiftes Album im typischen KING DIAMOND-Stil, das die Erwartungen im Großen und Ganzen erfüllt […].“ Er gab dem Album neun von zehn Punkten.
he vom Musikexpress hingegen gab dem Album drei Punkte und schrieb, der Horror lasse „nicht nach von der ersten bis zur letzten Rille. Da wird Großvater der Kopf abgeschnitten und Schwester Missy durch den Rauchfang gejagt. Den von Wahnvorstellungen gejagten Helden seiner Geschichte spielt der King verdammt realistisch. Die Band hilft nach Kräften. In wilden Strudeln steigen zwei Leadgitarren die Tonreihe rauf und runter. Das Fehlen jeglicher Melodie-Ideen macht sich noch 40 Minuten aber dann doch recht ermüdend bemerkbar.“